# Cabo Cod
Cabo Cod (en inglés: Cape Cod, frecuentemente referido como «The Cape») es una península en el extremo oriental del estado de Massachusetts, al noreste de Estados Unidos. Su territorio coincide con el condado de Barnstable. Muchas pequeñas islas cercanas, incluidas Monomoy, Monmoscoy, Popponesset y Seconsett, pertenecen también al condado, como parte de los municipios con ejido sobre el cabo. Las pequeñas villas y el extenso frente marítimo atraen masivamente al turismo durante los meses de verano.
La península de Cabo Cod se formó como morrena terminal de un glaciar, lo que resultó en una península sobre el océano Atlántico. En 1914 el canal de Cabo Cod cortó el istmo, pero aún es definido como península por los geógrafos, que no cambian el criterio por modificaciones artificiales del territorio.
Los vehículos pueden cruzar al cabo por los puentes Sagamore y Bourne, el último situado al extremo sudoeste. Además se cuenta con el puente ferroviario que permite el transporte de cargas y pasajeros.

## División política y geográfica

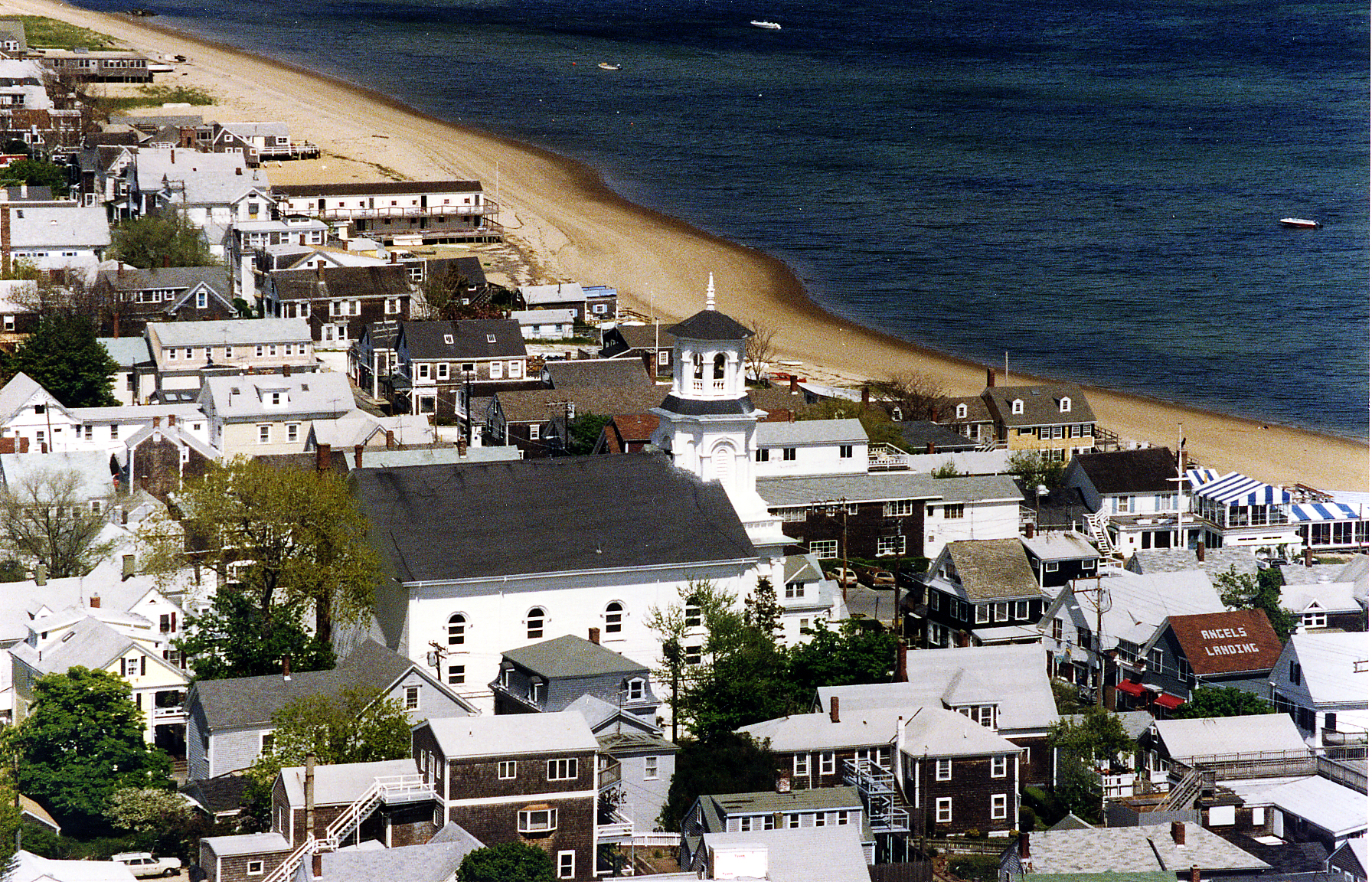
Localidad de Provincetown, en Cabo Cod.

Cabo Cod incluye todo el territorio del condado de Barnstable, que comprende 15 ciudades: Bourne, Sandwich, Falmouth, Mashpee, Barnstable, Yarmouth, Dennis, Harwich, Brewster, Chatham, Orleans, Eastham, Wellfleet, Truro y Provincetown.
Dos de las quince (Bourne y Sandwich) incluyen territorio de la ribera continental del canal. Las ciudades de Plymouth y Wareham que forman parte del Condado de Plymouth se consideran a veces parte de Cabo Cod, pero no se encuentran sobre la península. Algunos residentes definen en forma incorrecta todo el territorio del lado continental del canal como «off-Cape» El límite del cabo se estableció en el siglo XVII, y es evidente en todos los mapas y cartas marinas publicadas antes que existiera el canal. Los ejidos de Bourne y Sandwich incorporan todo el perímetro del cabo, aunque pequeñas partes de las ciudades quedan en el lado continental.
Cabo Cod presenta cuatro regiones:
- El «cabo superior» (Upper Cape) es la región más cercana al continente, que incluye las ciudades de Bourne, Sandwich, Falmouth y Mashpee. Mientras parte de la ciudad de Barnstable se sitúa en esta región, generalmente se la considera en la porción central. Falmouth es sede del famoso Institución Oceanográfica de Woods Hole y varias otras agencias de investigación, y tiene además la conexión de transbordador a Martha's Vineyard más utilizada. Falmouth se compone de varias villas separadas, incluyendo East Falmouth, Falmouth Village, Hatchville, North Falmouth, Teaticket, Waquoit, West Falmouth y Woods Hole, así como varios barrios más pequeños incorporados a su gran suburbio. (por ejemplo Davisville, Falmouth Heights, Quissett, Sippewissett, y otros).[3]
- El «cabo medio» (Mid-Cape) incluye las ciudades de Barnstable, Yarmouth y Dennis. Esta región presenta varias hermosas playas, incluyendo playas de agua caliente frente a Nantucket Sound, por ejemplo Kalmus Beach en Hyannis, que toma su nombre del inventor del Technicolor, Herbert Kalmus. Este popular destino para el windsurf fue donado por Kalmus a la ciudad de Barnstable con la condición de preservar el ecosistema, en lo que fue posiblemente uno de los primeros ejemplos de conservación de espacios al aire libre en los Estados Unidos. La zona es también centro comercial e industrial del cabo. Hay siete suburbios en Barnstable, incluyendo la villa de Barnstable, Centerville, Cotuit, Hyannis, Marston Mills, Osterville y West Barnstable, además de otras pequeñas localidades como Craigville, Cummaquid, Hyannisport, Santuit, Wianno, y otras.[4] En Yarmouth, por su parte, hay tres pueblos: South Yarmouth, West Yarmouth y Yarmouthport. Finalmente Dennis incluye a Dennis Village(North Dennis), East Dennis, West Dennis, South Dennis y Dennisport.[5]
- El «cabo bajo» (Lower Cape) es la porción más angosta del cabo, donde dobla bruscamente hacia el norte. Esta área comprende las ciudades de Harwich, Brewster, Chatham y Orleans.
- El «cabo exterior» (Outer Cape) contiene las ciudades de Eastham, Wellfleet, Truro y Provincetown. Aquí se encuentra el parque nacional marino de Cabo Cod que comprende la mayoría de la costa oriental, y alberga algunas de las playas más populares de Estados Unidos como Coast Guard Beach y Nauset Light Beach en Eastham.

El gran espacio marítimo que se extiende a partir de Plymouth y hasta Provincetown, limitada al norte por la bahía de Massachusetts, y delimitada por Cabo Cod, es la Bahía de Cabo Cod: al oeste de Cabo Cod está la Bahía Buzzards. Al sur se encuentran Nantucket Sound, y Martha's Vineyard.
La máxima elevación de Cabo Cod es de 93 m, en la cima de Pine Hill, en el sector del ejido de Bourne de la Reserva Militar de Massachusetts.

## Geología
«Al este de América se encuentra abierto en el Atlántico, el último fragmento de un antiguo y desaparecido territorio. Poblado por las olas y las lluvias, desintegrado por el viento, todavía resiste con fuerza.»
 Henry Beston, de su libro The Outermost House

Cabo Cod forma un archipiélago continuo con una fina línea de islas que se angostan hacia Nueva York, conocido históricamente por los naturalistas como «Outer lands».La continuidad se debe al hecho de que las islas y el cabo derivan de morrenas que datan de 16.000 a 20.000 años atrás.
La mayor parte de la historia geológica del cabo Cod está relacionada con el avance y retroceso de la capa de hielo Laurentino a finales del Pleistoceno, y los subsiguientes cambios en el nivel del mar. Usando técnicas de datación por radiocarbono los investigadores han determinado que alrededor de 23.000 años atrás la placa de hielo alcanzó máximo avance hacia el sur del continente, y luego comenzó a retirarse. Se formaron muchos kettles, algunos de los cuales permanecieron en el área del actual cabo Cod debido al retroceso del glaciar. Hace unos 18.000 años, la placa dejó atrás cabo Cod, y 15.000 años atrás se retiró de Nueva Inglaterra. Dado que gran parte del agua terrestre estaba confinada en las placas de hielo, el nivel del mar era más bajo que en la actualidad. Las playas de la bahía de Truro eran en esa época bosques, que luego se petrificaron, hasta alcanzar la configuración actual.

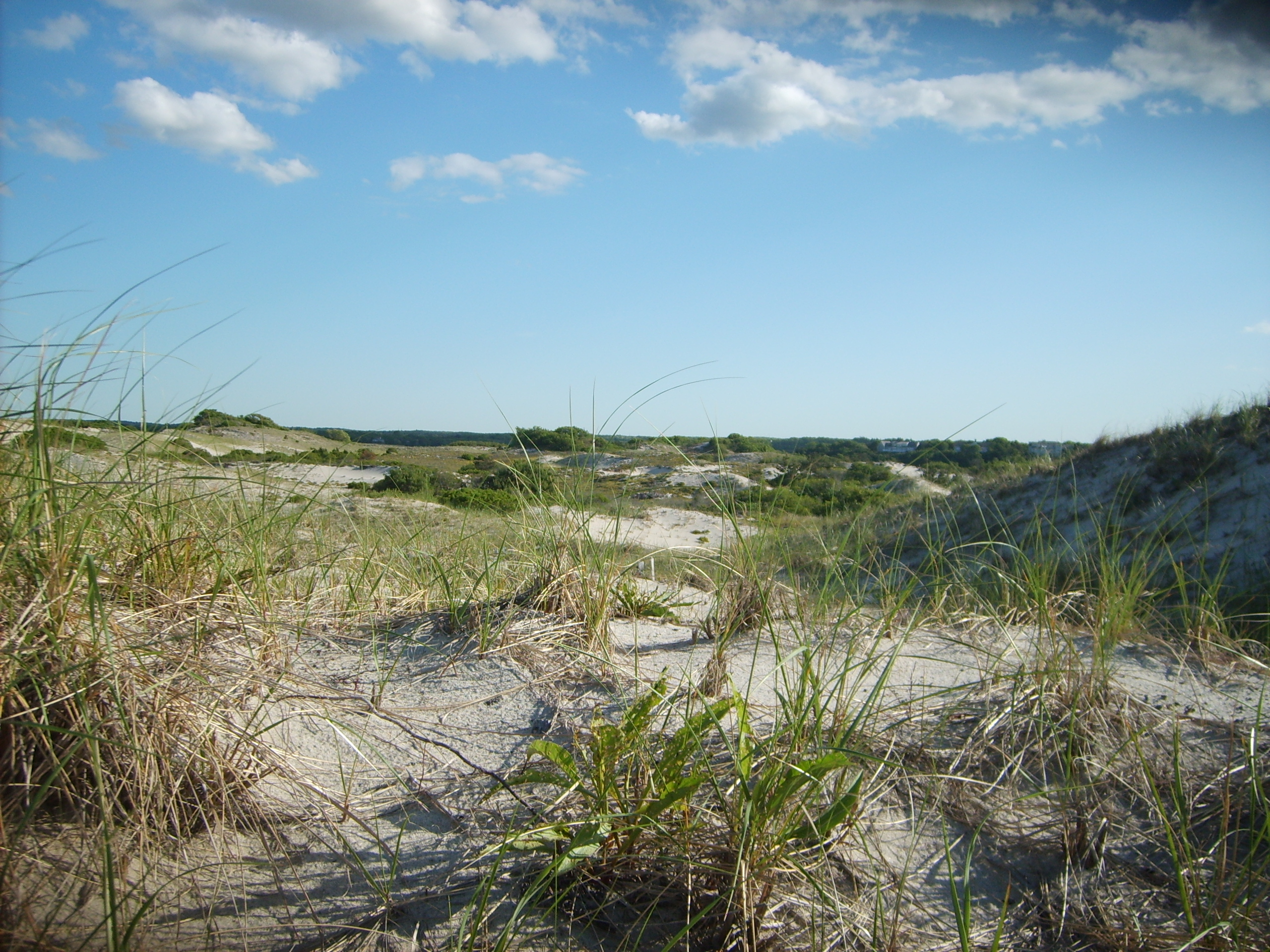
Dunas de Sandy Neck, parte de la barrera de la bahía del cabo, que ayudan a prevenir la erosión

Cuando el hielo comenzó a fundirse, el mar comenzó a subir de nivel. Inicialmente el mar subió rápidamente, cerca de 15 m en 1000 años, pero luego la velocidad disminuyó, aproximándose a 1 metro por milenio. 6000 años atrás, el mar estaba lo suficientemente alto para erosionar los depósitos glaciares que la placa continental había dejado en cabo Cod. El agua transportó el material hacia el norte y el sur de la línea de costa.
La punta de Provincetown, al extremo norte del cabo, está constituida mayormente por depósito marinos, transportados desde playas lejanas. Los sedimentos que se movieron hacia el sur crearon las islas y arrecifes de Monomoy. Así, mientras otras partes del cabo se han erosionado por acción del oleaje, estas zonas han aumentado.
El proceso continúa todavía: debido a su posición saliente sobre el océano Atlántico, el cabo y las islas sufren gran erosión costera. Los geólogos dicen que, debido a la erosión, en algunos miles de años el cabo quedará totalmente sumergido. La erosiòn causa el lavado de las playas y la destrucción de la barrera insular: por ejemplo, el océano pasó a través de la barrera en Chatham durante el Huracán Bob en 1991, permitiendo a las olas y la tormenta golpear la costa sin obstáculos.

## Clima
Cabo Cod tiene un clima marino templado. Aunque el tiempo es típicamente más moderado que en el continente, ha habido ocasiones en que sufrió fuertes temporales. Por la influencia del océano Atlántico, las temperaturas son unos pocos grados más bajas en verano y unos pocos grados más altas en invierno. Un error común es creer que el clima recibe la influencia de la corriente cálida del Golfo, ya que esta discurre al este, fuera de la costa de Virginia: las costas del cabo están, en cambio, influenciadas por la corriente fría de Canadá (Corriente del Labrador). En consecuencia, la temperatura del agua raramente supera los 18 °C, excepto a lo largo de la costa oeste del Upper Cape.

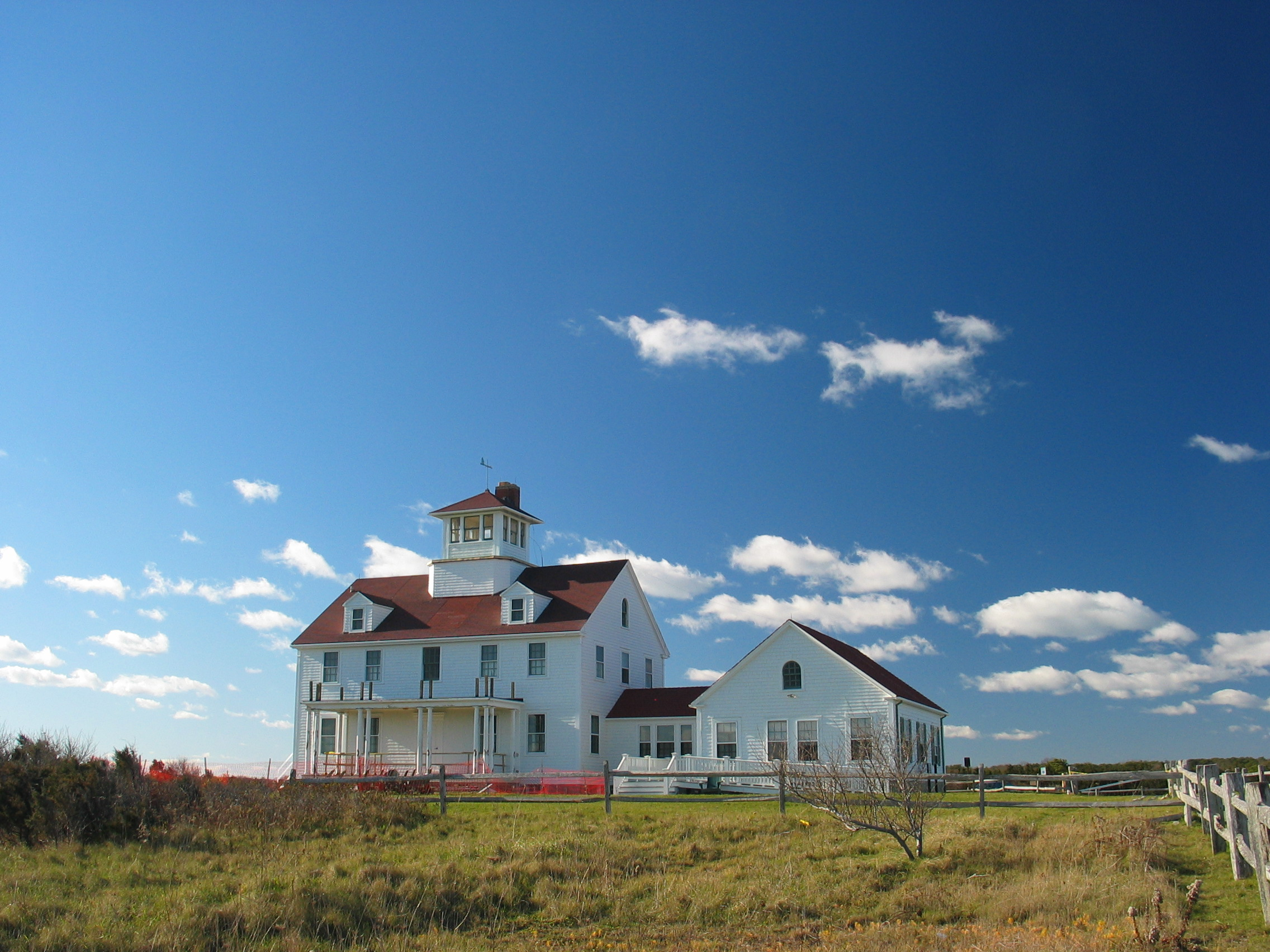
Día soleado en Cabo Cod.

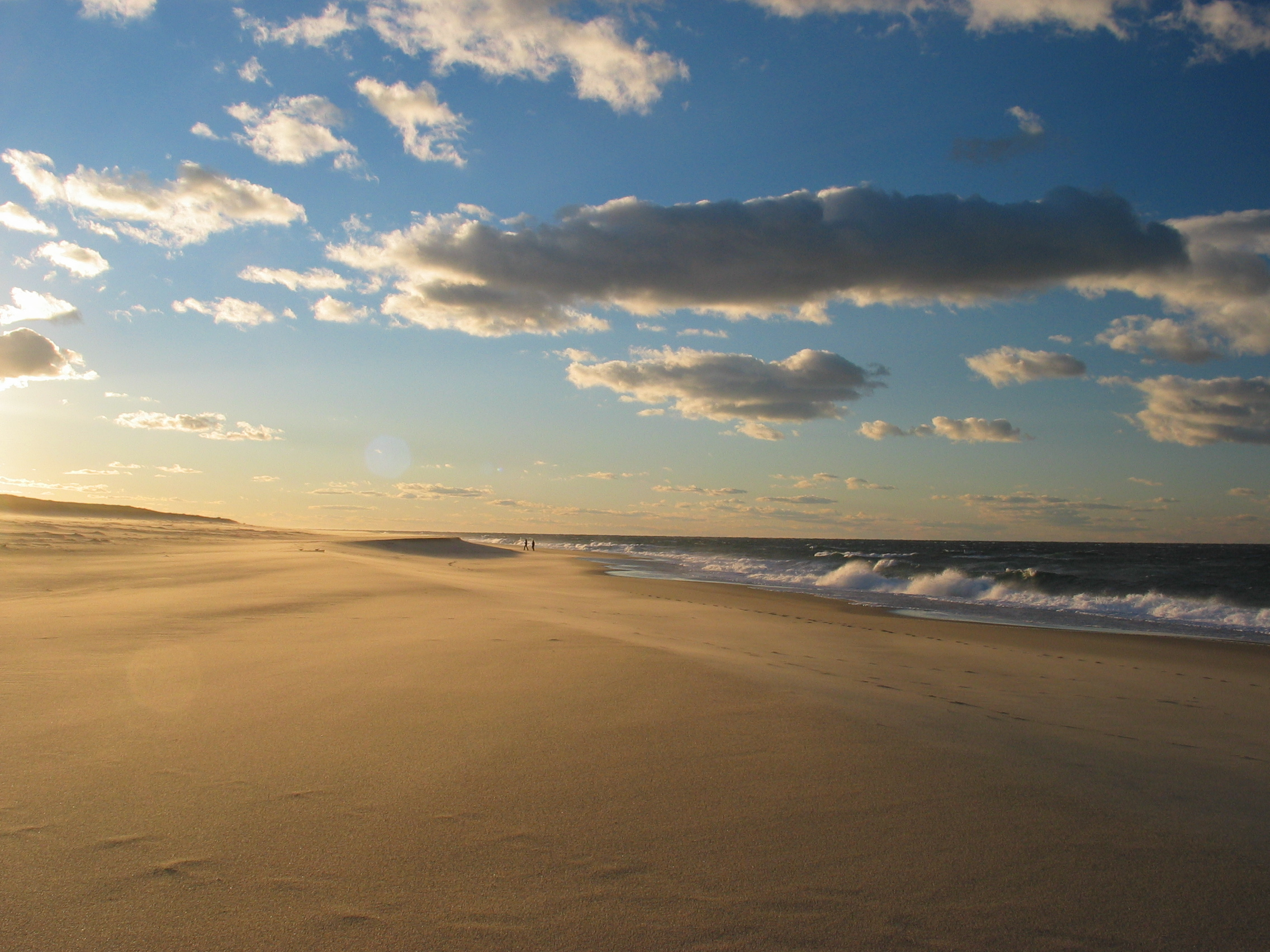
Atardecer en una de las playas de Cabo Cod.

El clima del cabo es también notable por una primavera retrasada, al estar rodeado del mar que mantiene el frío del invierno. En compensación, los otoños son extraordinariamente suaves (veranillo) gracias al mismo efecto retardador del mar.
La temperatura más alta registrada históricamente en el Cabo Cod fue de 40 °C en Provincetown., y la más baja -12 °C en Barnstable
El agua que rodea al cabo modera las temperaturas invernales de forma suficiente para extender la zona de rusticidad 7 a su máximo límite boreal en Norteamérica. Aunque «zona 7a» (mínima anual= -17,77 a -15 grados centígrados) significa un clima relativamente templado, ha habido varias épocas de temperatura extrema, que no suelen superar las cinco ocurrencias anuales. Por tanto, pueden hallarse varias especies vegetales propias de zonas más cálidas, como Camellia, Ilex opaca y Albizia julibrissin.
Las precipitaciones en el cabo y en las islas de Martha's Vineyard y Nantucket son las más bajas en la región de Nueva Inglaterra, con promedios algo menores a 1000 mm anuales. Esto se debe a los sistemas de tormentas que se mueven a través de las zonas occidentales, ascendiendo en zonas montañosas y disipándose antes de llegar a la costa. A pesar de ello, la región no registra gran cantidad de días de sol si se consideran las jornadas con niebla.
| Parámetros climáticos promedio de Cape Cod (Chatham, Massachusetts)                         | Parámetros climáticos promedio de Cape Cod (Chatham, Massachusetts) | Parámetros climáticos promedio de Cape Cod (Chatham, Massachusetts) | Parámetros climáticos promedio de Cape Cod (Chatham, Massachusetts) | Parámetros climáticos promedio de Cape Cod (Chatham, Massachusetts) | Parámetros climáticos promedio de Cape Cod (Chatham, Massachusetts) | Parámetros climáticos promedio de Cape Cod (Chatham, Massachusetts) | Parámetros climáticos promedio de Cape Cod (Chatham, Massachusetts) | Parámetros climáticos promedio de Cape Cod (Chatham, Massachusetts) | Parámetros climáticos promedio de Cape Cod (Chatham, Massachusetts) | Parámetros climáticos promedio de Cape Cod (Chatham, Massachusetts) | Parámetros climáticos promedio de Cape Cod (Chatham, Massachusetts) | Parámetros climáticos promedio de Cape Cod (Chatham, Massachusetts) | Parámetros climáticos promedio de Cape Cod (Chatham, Massachusetts) |
| Mes                                                                                         | Ene.                                                                | Feb.                                                                | Mar.                                                                | Abr.                                                                | May.                                                                | Jun.                                                                | Jul.                                                                | Ago.                                                                | Sep.                                                                | Oct.                                                                | Nov.                                                                | Dic.                                                                | Anual                                                               |
| ------------------------------------------------------------------------------------------- | ------------------------------------------------------------------- | ------------------------------------------------------------------- | ------------------------------------------------------------------- | ------------------------------------------------------------------- | ------------------------------------------------------------------- | ------------------------------------------------------------------- | ------------------------------------------------------------------- | ------------------------------------------------------------------- | ------------------------------------------------------------------- | ------------------------------------------------------------------- | ------------------------------------------------------------------- | ------------------------------------------------------------------- | ------------------------------------------------------------------- |
| Temp. máx. abs. (°C)                                                                        | 16.1                                                                | 13.9                                                                | 25                                                                  | 27.2                                                                | 31.1                                                                | 32.2                                                                | 35                                                                  | 33.9                                                                | 29.4                                                                | 27.8                                                                | 20                                                                  | 20.6                                                                | 35                                                                  |
| Temp. máx. media (°C)                                                                       | 3.1                                                                 | 3.5                                                                 | 6                                                                   | 10.3                                                                | 15                                                                  | 20.2                                                                | 23.8                                                                | 23.7                                                                | 20.8                                                                | 15.6                                                                | 10.9                                                                | 6                                                                   | 13.3                                                                |
| Temp. media (°C)                                                                            | -0.6                                                                | -0.2                                                                | 2.6                                                                 | 7.3                                                                 | 12                                                                  | 17                                                                  | 20.4                                                                | 20.4                                                                | 17.6                                                                | 12.2                                                                | 7.6                                                                 | 2.5                                                                 | 9.9                                                                 |
| Temp. mín. media (°C)                                                                       | -4.4                                                                | -3.9                                                                | -0.7                                                                | 4.2                                                                 | 8.9                                                                 | 13.7                                                                | 17.1                                                                | 17                                                                  | 14.3                                                                | 8.8                                                                 | 4.2                                                                 | -1                                                                  | 6.6                                                                 |
| Temp. mín. abs. (°C)                                                                        | -21.1                                                               | -17.8                                                               | -13.9                                                               | -7.2                                                                | 0.6                                                                 | 6.7                                                                 | 10.6                                                                | 8.3                                                                 | 4.4                                                                 | -0.6                                                                | -7.2                                                                | -17.8                                                               | -21.1                                                               |
| Precipitación total (mm)                                                                    | 97.3                                                                | 107.7                                                               | 123.2                                                               | 105.2                                                               | 96.8                                                                | 86.6                                                                | 83.3                                                                | 81.3                                                                | 97.3                                                                | 102.6                                                               | 102.4                                                               | 111.3                                                               | 1194.8                                                              |
| Nevadas (cm)                                                                                | 20.8                                                                | 26.2                                                                | 8.9                                                                 | 1.5                                                                 | 0                                                                   | 0                                                                   | 0                                                                   | 0                                                                   | 0                                                                   | 0                                                                   | 1                                                                   | 9.1                                                                 | 67.6                                                                |
| Días de precipitaciones (≥ 0.01 in)                                                         | 12                                                                  | 10                                                                  | 12                                                                  | 11                                                                  | 11                                                                  | 9                                                                   | 8                                                                   | 8                                                                   | 9                                                                   | 10                                                                  | 11                                                                  | 13                                                                  | 125                                                                 |
| Fuente: Western Regional Climate Center (normals 1981-2010, extremes and snow 1972-present) |                                                                     |                                                                     |                                                                     |                                                                     |                                                                     |                                                                     |                                                                     |                                                                     |                                                                     |                                                                     |                                                                     |                                                                     |                                                                     |

## Historia

### Primeros pobladores
El territorio de Cabo Cod estuvo habitado por la tribu wampanoag durante muchos siglos antes de la colonización europea. Vivían cerca del mar y mantenían cultivos exitosos: comprendían los principios del manejo sostenible de los bosques, y aplicaban la ecoquema para mantener bajo control la vegetación. Recibieron a los Padres Peregrinos que arribaron en el otoño de 1620, ayudándoles a sobrevivir en su nueva colonia de Plymouth. En aquella época la tribu dominante era la de los kakopee, conocidos por sus habilidades en la pesca.
Poco después del arribo de los padres, el jefe kakopee, Mogahouk, intentó firmar un tratado para delimitar el territorio, que no pudo llevarse a cabo porque falleció a consecuencia de la viruela en 1625. Actualmente el único rastro de la otrora gran nación kakopee es una pequeña área recreativa en Barnstable bautizada en honor de la tribu, y la tumba de Mogahouk cerca de Truro, aunque la ubicación exacta de la tumba es una mera conjetura.
Los nativos perdieron el derecho a sus tierras merced a la compra y expropiación por parte de los colonos: no existen reservas indígenas en Cabo Cod. El documental Natives of the Narrowland (1993), con locución de la actriz Julie Harris, muestra la historia de los wampanoag a través de sus restos arqueológicos. En 1974 se constituyó el Concejo tribal Mashpee Wanpanoag para promover los intereses de las personas con antepasados nativos. Se efectuaron peticiones al gobierno federal en 1975 y 1990 para que reconociera oficialmente a los mashpee wampanoag como tribu, solicitud finalmente atendida en 2007.

### Primeros exploradores europeos

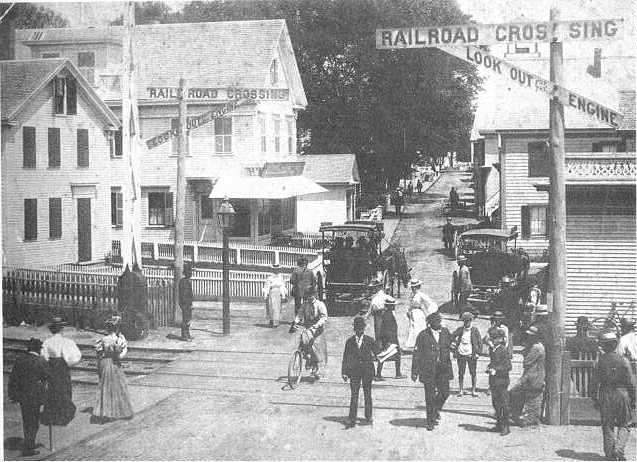
Commercial Street en Provincetown, lo que ahora es el cruce de Standish Street.

Cabo Cod fue una tierra conocida para los primeros exploradores europeos, posiblemente el Promontorio de Vinland mencionado por los viajeros nórdicos (985-1025). En 1524 Giovanni da Verrazzano se aproximó desde el sur, y Esteban Gómez lo llamó en 1525 «Cabo San Jaime». En 1602 Bartholomew Gosnold le dio su nombre actual, la novena toponimia inglesa más antigua que se conserva en Estados Unidos.
En 1606 Samuel de Champlain cartografió sus puertos de arena limosa, y en 1609 Henry Hudson desembarcó en el cabo. El capitán John Smith lo registró en su mapa de 1614, y finamente los Padres Peregrinos llegaron al «Cape Harbor» en la actual ubicación de Provincetown, contrariamente al difundido mito de la «roca de Plymouth», el 11 de noviembre de 1620. Muy pronto, en lo que actualmente es Eastham, se encontraron por primera vez con los pobladores nativos.
Cap Cod fue de los primeros lugares colonizados por europeos en Norteamérica. Además de Barnstable (1639), Sandwich (1637) y Yarmouth (1639), las quince ciudades del cabo se desarrollaron lentamente. La última ciudad fundada en el cabo fue Bourne, en 1884.
Provincetown fue un conjunto de cabañas hasta el siglo XVIII. En el mapa de Southhack de 1717 se muestra un canal desde la bahía de Massachusetts a la bahía de Buzzards, pero el canal actual tuvo una accidentada construcción recién entre 1870 y 1914. El canal fue adquirido por el gobierno federal en 1928.